# Giovanni Battista Cavallera
Giovanni Battista Cavallera (Boves, 1805 – Torino, 28 gennaio 1850) è stato un politico italiano.

## Biografia
Fu deputato del Regno di Sardegna nella I legislatura, eletto nel collegio di Boves.